# Apocephalus sulcatus
Apocephalus sulcatus är en tvåvingeart som beskrevs av Borgmeier 1963. Apocephalus sulcatus ingår i släktet Apocephalus och familjen puckelflugor.
Artens utbredningsområde är Florida. Inga underarter finns listade i Catalogue of Life.